# Echinoecus pentagonus
Echinoecus pentagonus är en kräftdjursart som först beskrevs av Alphonse Milne-Edwards 1879.  Echinoecus pentagonus ingår i släktet Echinoecus och familjen Eumedonidae. Inga underarter finns listade i Catalogue of Life.